# Горења вас–Ретече
Горења вас–Ретече (словен. Gorenja vas–Reteče) је насељено место у општини Шкофја Лока, Горењска регија, Словенија.

## Историја
До територијалне реорганизације у Словенији била је у саставу старе општине Шкофја Лока.

## Становништво
У попису становништва из 2011. године, Горења вас-Ретече је имала 368 становника.
| Број становника према пописима | Број становника према пописима | Број становника према пописима |
| ------------------------------ | ------------------------------ | ------------------------------ |
| 1991                           | 2002                           | 2011                           |
| 324                            | 368                            | 368                            |

Напомена: До 1953. исказивано под именом Горења вас. Године 2016. извршена је мања размена територија између насеља Годешич и Горења вас-Ретече.